# Бомон де Ломањ
Бомон де Ломањ (фр. Beaumont-de-Lomagne) насеље је и општина у јужној Француској у региону Миди Пирене, у департману Тарн и Гарона која припада префектури Кастелсаразен.
По подацима из 2011. године у општини је живело 3884 становника, а густина насељености је износила 84,14 становника/km². Општина се простире на површини од 46,16 km². Налази се на средњој надморској висини од 119 метара (максималној 252 m, а минималној 96 m).

## Демографија
| 1962. | 1968. | 1975. | 1982. | 1990. | 1999. | 2011. |
| ----- | ----- | ----- | ----- | ----- | ----- | ----- |
| 3.486 | 3.629 | 3.625 | 3.579 | 3.488 | 3.690 | 3.884 |

График промене броја становника у току последњих година

## Знаменитости
- Градска кућа
- Наткривена пијаца
- Наткривена пијаца
- Хотел Ферма
- Црква
- Капела Светог Јована